# Safenwil
Safenwil é uma comuna da Suíça, no Cantão Argóvia, com cerca de 3.128 habitantes. Estende-se por uma área de 5,99 km², de densidade populacional de 522 hab/km². Confina com as seguintes comunas: Gretzenbach (SO), Kölliken, Oftringen, Uerkheim, Walterswil (SO), Zofingen.
A língua oficial nesta comuna é o Alemão.

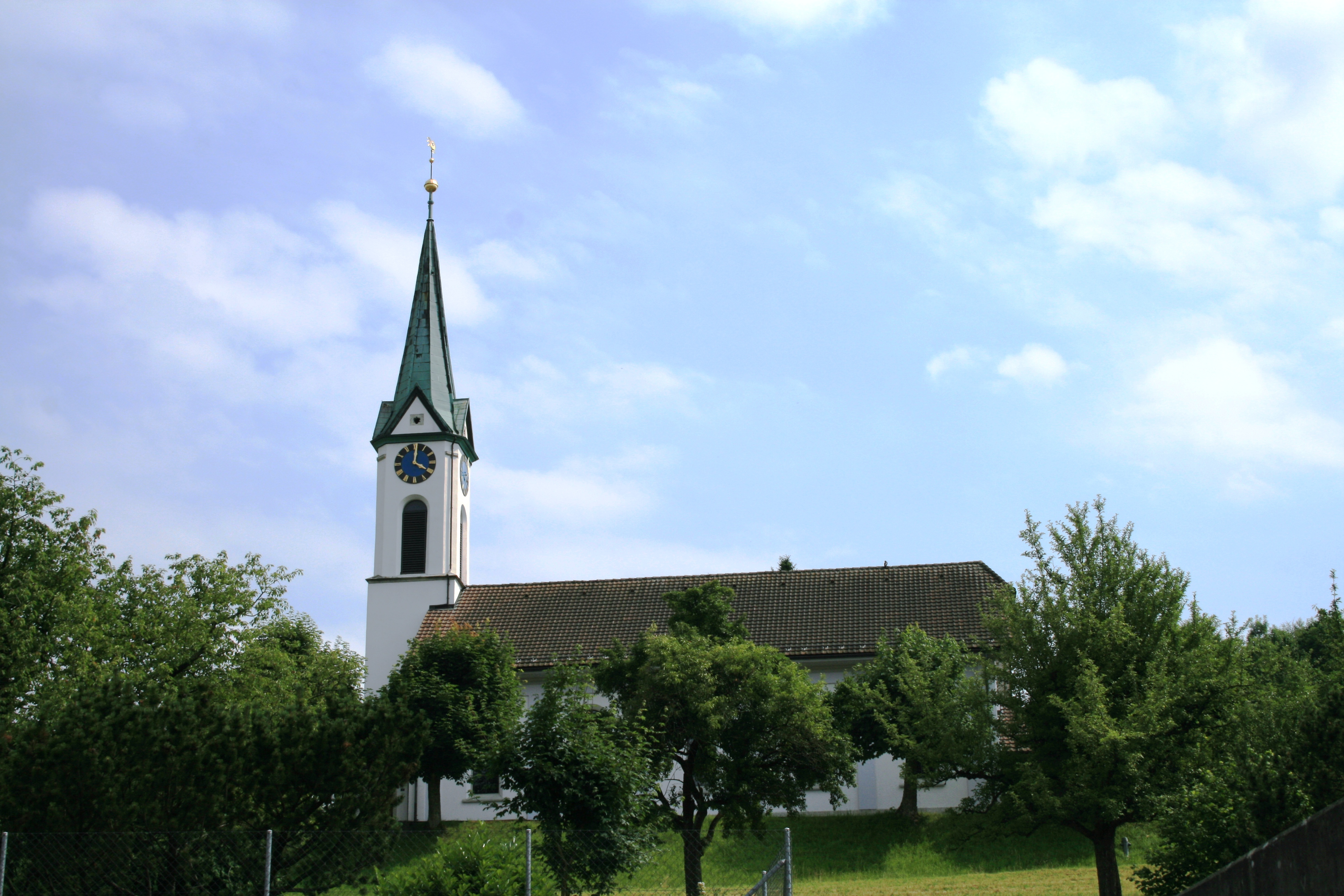
Safenwil

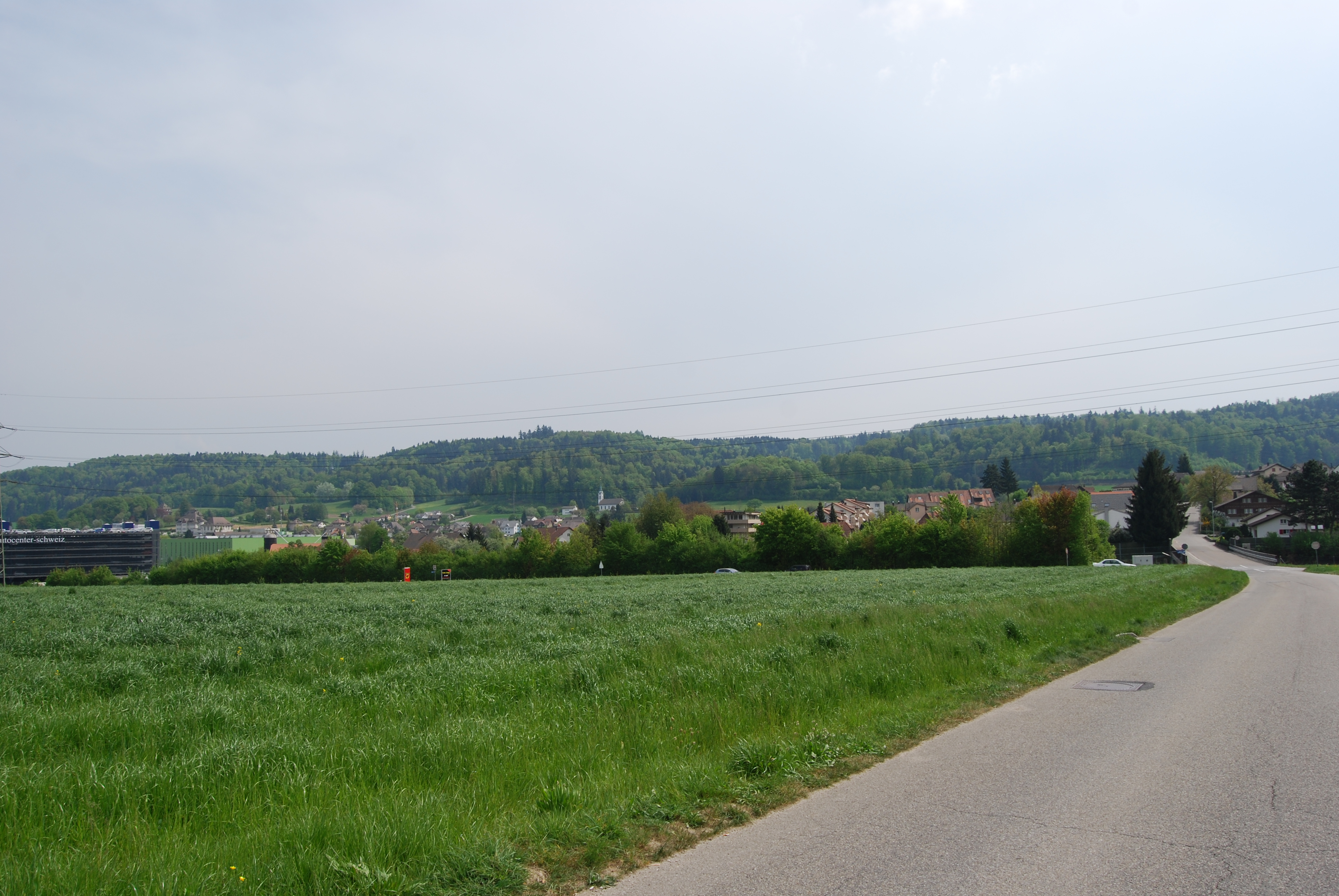
Safenwil